# 雙色前頜蝴蝶魚
雙色前頜蝴蝶魚，為輻鰭魚綱鱸形目蝴蝶魚科的其中一種。

## 分布
本魚分布於東南大西洋區的聖赫勒拿島及阿森松岛海域。

## 深度
水深3至120公尺。

## 特徵
本魚體側扁，吻突出且長，體略呈三角形，體色如其名，體後上半部及尾鰭為白色，其餘為深褐色。側線明顯，背鰭硬棘12枚；背鰭軟條19枚；臀鰭硬棘3枚；臀鰭軟條15枚，體長可達16公分。

## 生態
本魚棲息通常棲息在較淺的礁石區，但也可在海底山脊中發現。通常成對出現，屬肉食性，以無脊椎動物為食。

## 經濟利用
可做為觀賞魚。